# Гідразон-тетрагідроіндольне перетворення за Борше
Гідразон-тетрагідроіндольне перетворення за Борше (рос. гидразон-тетрагидроиндольное преобразование по Борше, англ. Borsche hydrazone-tetrahydroindole transformation) — перетворення арилгідразонів циклогексанону в тетрагідрокарбазоли, що полягає в циклізації цих арилгідразонів при нагріванні в присутності кислот (приміром, у розведеній сірчаній кислоті, у крижаній оцтовій кислоті, ZnCl2).